# Флэт
Флэт (англ. flat)— популярная стратегия ставок на спорт в букмекерских конторах. Она представляет собой ставки с фиксированной суммой или с одинаковым процентом от банкролла. Флэт имеет три основных вида: статичный, агрессивный и академический.

## Принцип стратегии
Изначально стратегия флэт применялась в казино, и лишь со временем перешла в мир ставок. Обычно фиксированная ставка во флэте не превышает 5 % от суммы банка. Профессиональные бетторы предпочитают ставить 3-5 % от суммы банка, а новичкам рекомендуется ставка в размере до 2 %.

## Виды флэта
Статичный — размер ставки беттора составляет 1 % от банка. Он не меняется, вне зависимости от успехов или неудач игрока.
Агрессивный — беттору нужно выбрать размер ставки, который находится в диапазоне от 2 до 5 %. Такая стратегия более рискованна, чем статичный флэт.
Академический — ставка игрока составляет от 1 до 3 процентов от банка. Беттор сам решает, каков будет её размер. Он анализирует событие и оценивает коэффициенты, а лишь потом принимает решение. В случае высокой уверенности в прогнозе, ставка составляет 3 %, а при низкой — 1 %.

## Примечание
1. ↑  Flat Strategy in Sports Betting — Concept, Description and Application (англ.). www.betburger.com. Дата обращения: 18 декабря 2023. Архивировано 18 декабря 2023 года.
2. ↑  Популярная система ставок, правила расчёта, виды флэт-беттинга, советы новичкам, помощь профессионалов. Рамблер/финансы (31 декабря 2022). Дата обращения: 18 декабря 2023. Архивировано 18 декабря 2023 года.